# نوک‌خاری دمگاه‌زرد
نوک‌خاری دمگاه‌زرد (نام علمی: Acanthiza chrysorrhoa) نام یک گونه از سرده نوک‌خاری است.